# عبد الحسين علي ميرزا
عبد الحسين علي ميرزا سياسي بحريني من أصل إيراني يتولى حاليا منصب رئيس هيئة الطاقة المستدامة منذ أكتوبر 2019. شغل سابقا منصب وزير الطاقة في الفترة مابين ديسمبر 2014 و أكتوبر 2019.

## السيرة الذاتية
حصل عبد الحسين على درجة الدكتوراه في إدارة التغيير من جامعة ميدلسكس في لندن بالمملكة المتحدة.
كان ميرزا وزير الدولة لشؤون مجلس الوزراء وكذلك رئيس مجلس المناقصات. في عام 2006 تولى منصب وزير شؤون النفط والغاز المنشأة حديثا. تولى قبلها رئاسة هيئة النفط والغاز الوطنية قبل تعيينه الوزاري. في عام 2011 تم دمج وزارة الطاقة والمياه مع وزارة شؤون النفط والغاز.